# Malawi vid världsmästerskapen i friidrott 2023
Malawi tävlade vid världsmästerskapen i friidrott 2023 i Budapest i Ungern mellan den 19 och 27 augusti 2023.

## Resultat
Malawis trupp bestod av en idrottare.

### Herrar
Gång- och löpgrenar
| Idrottare           | Gren      | Försöksheat  | Försöksheat | Semifinal        | Semifinal        | Final            | Final            |
| Idrottare           | Gren      | Resultat     | Placering   | Resultat         | Placering        | Resultat         | Placering        |
| ------------------- | --------- | ------------ | ----------- | ---------------- | ---------------- | ---------------- | ---------------- |
| Allan Ngitsi Chirwa | 800 meter | 1.51,62 0PB0 | 9           | Gick inte vidare | Gick inte vidare | Gick inte vidare | Gick inte vidare |